# Baby Boy
Baby Boy este o piesă a cântăreței americane Beyoncé, ce face parte de pe primul album de studio  al artistei. Piesa a fost scrisă Beyoncé Knowles, Scott Storch, Sean Paul, Robert Waller și Jay-Z pentru primul album solo al lui Beyoncé, "Dangerously In Love". Piesa este al doilea single extras de pe albumul "Dangerously in Love". Piesa a ajuns pe locul 1 în SUA, unde a staționat timp de nouă săptămâni și pe locul 2 în Marea Britanie.

Videoclipul a fost filmat în Miami în perioada 7-8 august 2003 și a fost regizat de Jake Nava. Părți din videoclipul muzical au fost înregistrate într-o casă cu camere reprezentând diferite stiluri: unul japoneză, celălalt engleză veche[23].
Videoclipul începe cu Sean Paul stând pe un tron, toastind, în timp ce Knowles dansează în timp ce se sprijină de un perete. Următoarele fotografii îl arată pe Knowles întins pe un pat și pe Paul înconjurat de mai multe femei. Cântăreața merge apoi la plajă, unde întâlnește un bărbat cu care flirtează. Acțiunea trece apoi la o casă în care are loc o petrecere, unde Knowles dansează cu același bărbat. În momentul rândului " ringul de dans devine marea " apa inundă podeaua. Următoarele fotografii îl arată pe Knowles înconjurat de dansatori pe o platformă de lemn instalată pe plajă. Ultima scenă îl arată pe cântăreț dansând pe plajă pe un fragment instrumental de muzică arabă compus special pentru videoclipul muzical. Versiunea originală nu are această parte.
Videoclipul a avut premiera la Total Request Live de la MTV pe 25 august 2003.[24] A debutat pe locul 10, ajungând în cele din urmă pe locul unu în top.[25] În total, videoclipul a rămas pe top timp de 41 de zile, aceeași sumă cu „Me, Myself and I”[24].

## Informații Generale
Piesa a fost scrisă de Beyoncé, Scott Storch, Robert Waller, Sean Paul și Jay-Z și produsă de Beyoncé și Storch. Cu toate că nu cântă împreună, Jay-Z a ajutat-o la scrierea piesei. După cum se obseva din primele secunde piesa are influențe din Orientul Mijlociu.

## Prezența în Clasamente
Baby Boy a continuat succesul înregistrat de precedentul single, ajungând până pe locul #1 în SUA, unde a rezistat nouă săptămâni consecutive  și ar mai fi rezistat dacă avea suficient suport din partea difuzărilor. Acesta debutat pe locul #57, pe când Crazy in Love se afla încă pe locul #1. Chiar și în a doua săptămână a reușit să urce, ajungând până pe locul #29, Crazy in Love aflându-se pe #1. Baby Boy a rezistat pe locul #1 o săptămână mai mult decât Crazy in Love, dar mai puțin decât hitul din 2006/2007 Irreplaceable, ce a staționat pe locul #1 zece săptămâni. În Marea Britanie a debutat pe locul #2 , fără a urca mai sus. Single-ul a ajuns pe locul #1 în Mexic, Polonia și China. În clasamnetul internațional a ajuns doar până pe locul #3, acumulând un total de peste 4,142,000 puncte oferite de United World Chart, dintre care 3,094,000 acumulate în 2003 .

## Certificate
Platină
 Platină - digital
 Aur - CD single

## Succesiuni
| Predecesor: "Frontin'" de Pharrell featuring Jay-Z                   | Billboard Hot R&B/Hip-Hop Songs #1 27 septembrie, 2003 - 25 octombrie 2003 | Succesor: "Stand Up" de Ludacris featuring Shawnna                 |
| Predecesor: "Shake Ya Tailfeather" de Nelly, P. Diddy and Murphy Lee | Billboard Hot 100 #1 4 octombrie, 2003 - 29 noiembrie 2003                 | Succesor: "Stand Up" de Ludacris featuring Shawnna                 |
| Predecesor: "Just The Way You Are" de Milky                          | Hot Dance Airplay #1 2 noiembrie, 2003                                     | Succesor: "Something Happened On the Way To Heaven" de Deborah Cox |